# جيلبرت أورينجو
جيلبرت أورينجو (مواليد 10 مارس 1934) هو مبارز بالسيف من موناكو، مثّل بلاده في الألعاب الأولمبية الصيفية 1960.

## روابط رياضية
جيلبرت أورينجو على موقع أوليمبيديا (الإنجليزية)